# Cholet
Cholet és un municipi francès, situat al departament de Maine i Loira i a la regió de País del Loira. L'any 2005 tenia 56.320 habitants.

## Personatges importants
- Nicolas Delahaye, (1968), escriptor i historiador.

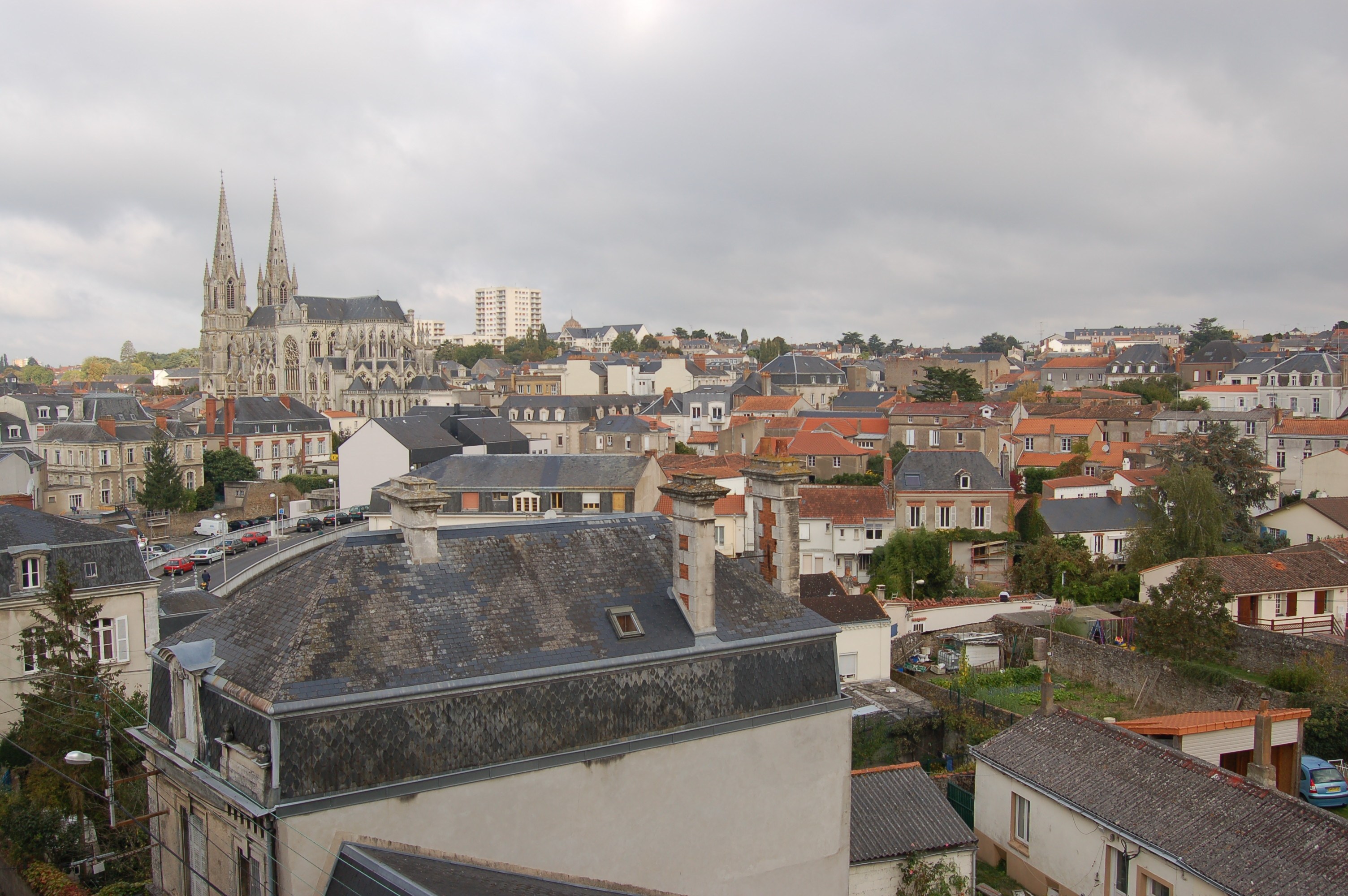
Vista de Cholet.